# M.O.R.
Singles de Blur
On Your Own
(1997) Tender
(1999)
M.O.R. est le vingtième single du groupe Blur, extrait de leur album éponyme.
Le clip musical, présentant une course poursuite entre les membres du groupe et la police, fut la vidéo la plus chère jamais réalisée par Blur. Affublés de capuches, les 4 comparses s'échappent par hélicoptère, en sautant sur le toit d'un camion, à moto, en jet-ski. Ils sont présentés par des anagrammes de leurs vrais noms :
- Damon Albarn : "Dan Abnormal"
- Graham Coxon : "Morgan C. Hoax" (hoax signifie arnaque en anglais)
- Alex James : "Lee Jaxsam"
- Dave Rowntree : "Trevor Dewane"

Damon utilisa également ce surnom lors de sa participation au premier album d'Elastica, dans lequel jouait son ex-petite amie, Justine Frischmann, et le donna à un titre de Blur sur l'album The Great Escape.

## Liste des titres
- CD (CDFOOD107)

1. M.O.R. (UK road version)
2. Swallows in the heatwave
3. Movin' on (William Orbit remix)
4. Beetlebum (Moby's minimal house remix)

- 7″ (FOOD107)

1. M.O.R. (UK road version)
2. Swallows in the heatwave

- Cassette (TCFOOD107)

1. M.O.R. (UK road version)
2. Swallows in the heatwave

### Version australienne
- CD (8844322)

1. M.O.R. (UK road version)
2. Dancehall
3. Country sad ballad man (Acoustic version)
4. Popscene (Live at Peel Acres)
5. On Your Own (Acoustic version)

### Version japonaise
- CD (TOCP-40081)

1. M.O.R. (UK road version)
2. M.O.R. (Karaoke version)
3. I love her (Demo)
4. Death of a Party (Acoustic version)

### Version américaine
- CD (V25G-38611)

1. M.O.R. (US road version)
2. Popscene (Live at Peel Acres)
3. Song 2 (Live at Peel Acres)
4. Bustin' + dronin'

### Versions limitées allemande et hollandaise
- CD (7243 8 84710 2 2)

1. M.O.R. (Live at Peel Acres)
2. Beetlebum (Acoustic version)
3. On your own (Acoustic version)
4. Country sad ballad man (Acoustic version)
5. This is a Low (Acoustic version)